# Przemysław Witek (hokeista)
Przemysław Witek (ur. 4 lipca 1981) – polski hokeista. 

## Kariera
- SMS II Sosnowiec (1997-1998)
- SMS I Sosnowiec (1998-1999)
- Unia Oświęcim (1999-2007)
- GKS Tychy (2007-2010)
- Unia Oświęcim (2010-2012)
- GKS Tychy (2012-2013)
- Unia Oświęcim (2013-2016)

Wychowanek i od czerwca 2013 ponownie zawodnik Unii Oświęcim. Absolwent NLO SMS PZHL Sosnowiec z 2000. Wystąpił w reprezentacji Polski na Uniwersjadzie 2001 w Zakopanem. Zakończył karierę po sezonie 2015/2016.
W trakcie kariery określany pseudonimami Wiciu.

## Sukcesy
- Złoty medal mistrzostw Polski (5 razy): 2000, 2001, 2002, 2003, 2004 z Unią Oświęcim
- Wicemistrzostwo Polski (3 razy): 2005 z Unią Oświęcim, 2008, 2009 z GKS Tychy
- Brązowy medal mistrzostw Polski (3 razy): 2010 z GKS Tychy, 2011, 2012 z Unią Oświęcim, 2013 z GKS Tychy
- Puchar Polski (3 razy): 2000, 2003 z Unią Oświęcim, 2009 z GKS Tychy